# Synaphea grandis
Synaphea grandis är en tvåhjärtbladig växtart som beskrevs av Alexander Segger George. Synaphea grandis ingår i släktet Synaphea och familjen Proteaceae. Inga underarter finns listade i Catalogue of Life.